# Скалк Бергер
Скалк Бергер (енгл. Schalk Burger; 13. април 1983) професионални је рагбиста и јужноафрички репрезентативац, који је 2004. проглашен за најбољег рагбисту на свету (енгл. World rugby player of the year).

## Биографија
Висок 193 цм, тежак 114 кг, Бергер је у каријери играо за Вестерн провинс и Стормерсе, пре него што је 2014. прешао у јапанску лигу, да игра за Сантори Санголијат. За "спрингбоксе" до сада је одиграо 83 тест меча и постигао 16 есеја. Освајао је са репрезентацијом шампионат јужне хемисфере и титулу шампиона света.